# Johanna Ey

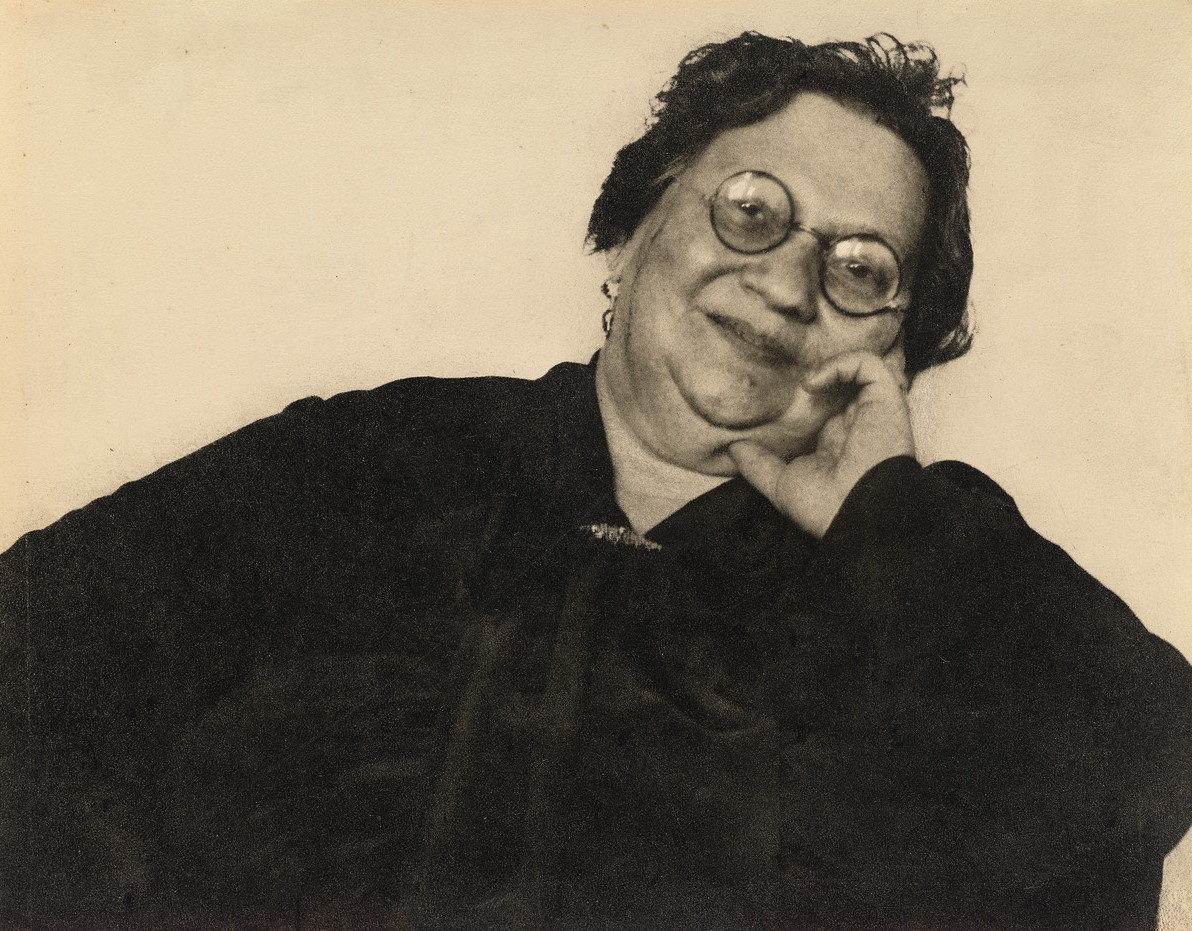
Porträt Mutter Eys von Hugo Erfurth (1930)

Johanna Ey, geb. Stocken, bekannt als Mutter Ey (* 4. März 1864 in Wickrath (heute ein Stadtteil von Mönchengladbach); † 27. August 1947 in Düsseldorf), war während der 1920er Jahre eine bedeutende Galeristin und Förderin moderner Malerei.

## Leben und Wirken

### Familie

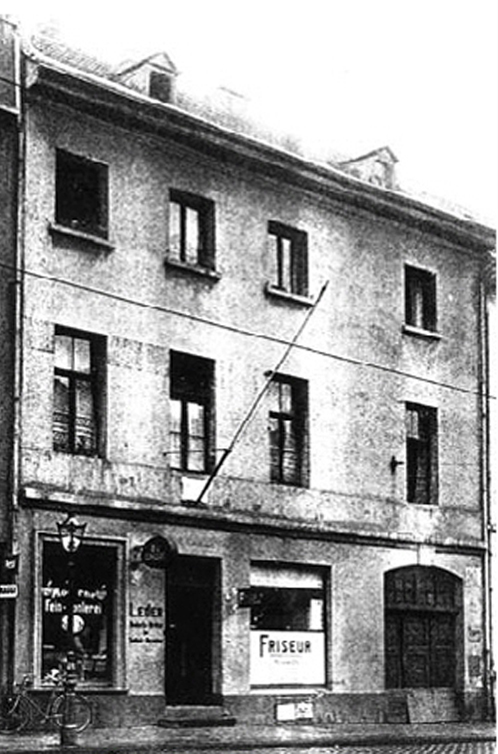
Backwarenhandlung von Mutter Ey, Ratinger Straße 45

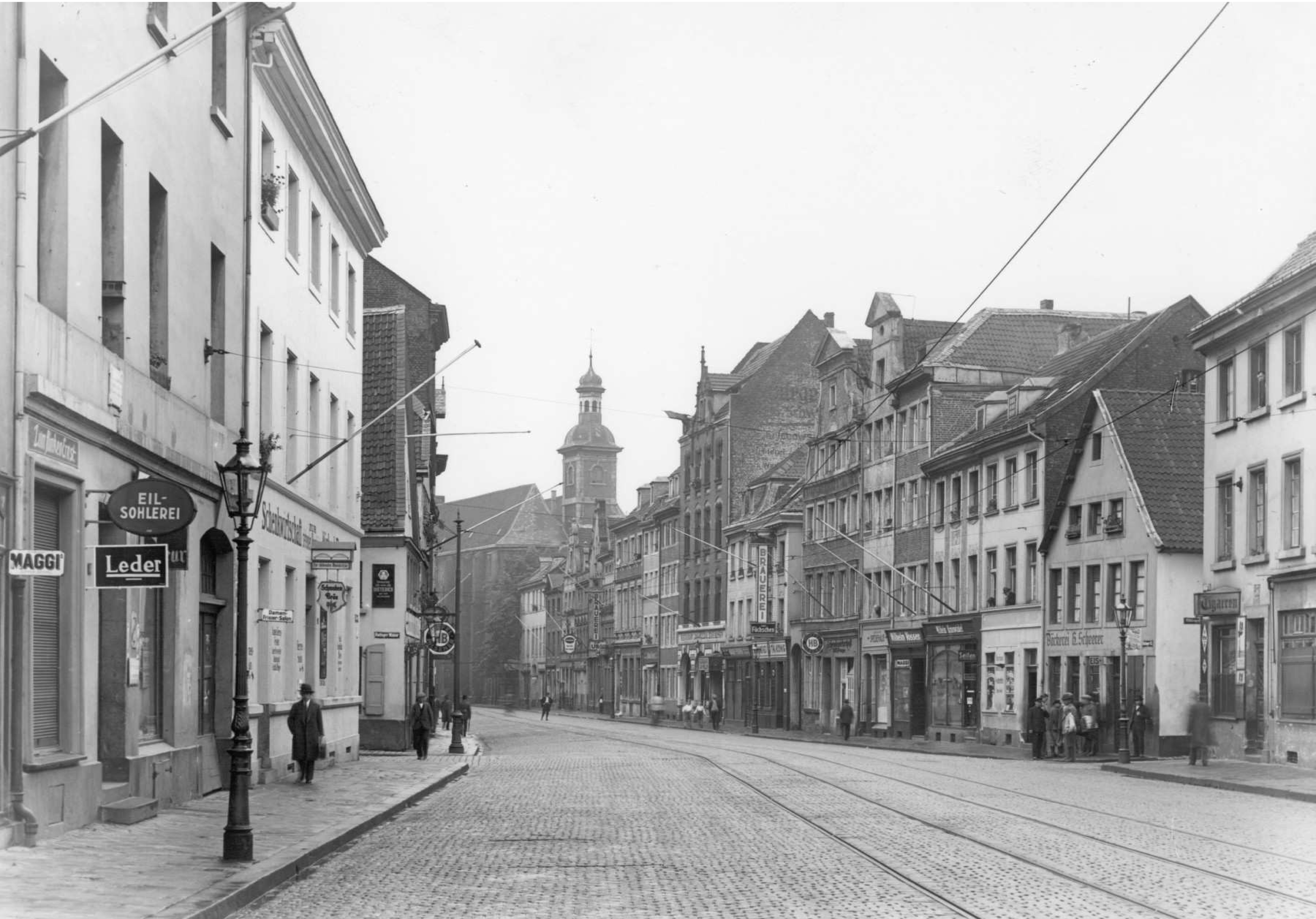
Ratinger Straße um 1920 mit Blick nach Westen. Vorne links das erste Haus die Nr. 45; Foto Julius Söhn

Johanna Ey stammte aus einfachen Verhältnissen. Als Neunzehnjährige kam sie nach Düsseldorf. Sie war verheiratet mit dem Braumeister Robert Ey und hatte zwölf Kinder, von denen acht jung starben. Nachdem ihre Ehe geschieden worden war, eröffnete sie 1907 in der Nähe der Düsseldorfer Kunstakademie auf der Ratinger Straße 45 eine Backwarenhandlung und 1910 eine Kaffeestube, die sich zum Treffpunkt von Schauspielern, Journalisten, Musikern und insbesondere Malern entwickelte.
Ey war bekannt dafür, dass sie Künstlern und Studenten Kredit gewährte. 1927 besuchte sie den spanischen Dichter und Maler Jacobo Sureda (1901–1935) auf seiner Heimatinsel Mallorca. Sie blieb dort für einige Zeit und wiederholte 1933 den Besuch auf der Insel.

### Junge Kunst – Frau Ey
Noch während des Ersten Weltkrieges eröffnete Johanna Ey eine Galerie in der Alleestraße 11 (zwischenzeitlich Hindenburgwall, heute Heinrich-Heine-Allee), wo sie zunächst Bilder der akademischen Düsseldorfer Malerschule ausstellte. Nach dem Krieg wurde die Galerie unter dem programmatischen Namen Junge Kunst – Frau Ey zum Mittelpunkt der Künstlergruppe Das Junge Rheinland. Ey entschied sich nicht aus theoretischen und wohl auch nicht aus wirtschaftlichen Erwägungen für diese Kunst, sondern weil sie mit den Künstlern persönlich befreundet war. Im Sommer 1920 erschienen drei Ausgaben der Zeitschrift Das Ey, Über Neue Malerei mit Artikeln und Holzschnitten von Otto Pankok und Gert Wollheim.

Johanna Ey mit Josef Haubrich und Museumsdirektor Klug in Köln (1928)

In Porträts und Gruppenbildern zahlreicher Maler verewigt, unter ihnen Otto Dix (Bildnis der Kunsthändlerin Johanna Ey), wurde Johanna Ey als meistgemalte Frau Deutschlands berühmt. Auch diverse Verse und Gedichte sind in diesem Zusammenhang entstanden, die das Verhältnis Eys zu den jungen und aufbegehrenden Künstlern beschreiben. Beispielsweise schrieb Max Ernst 1929 zu ihrem 65. Geburtstag aus Paris: „grosses ey wir loben dich, ey wir preisen deine staerke, vor dir neigt das rheinland sich und kauft gern und billig deine werke!“.
Im Zuge der 1929 beginnenden Weltwirtschaftskrise, die auch die Galerie Ey in eine finanzielle Krise brachte, stellte die Stadt Düsseldorf Johanna Ey kostenfrei Räume zur Verfügung.
Mit der Machtergreifung der Nationalsozialisten und infolge der Gleichschaltung galten praktisch alle Maler aus dem Umkreis Johanna Eys mit einem Schlag als „entartet“; die meisten waren überdies politische Gegner des Nationalsozialismus und zum Teil aktiv im Widerstand. 1933 wurden deswegen zahlreiche Bilder aus Ladenbestand und Sammlung der Galerie Ey beschlagnahmt und zerstört. Die Galeristin musste die neuen Räume aufgeben und ebenso wie ihre Künstler zahlreiche Repressalien durch die neuen Machthaber ertragen. Im April 1934 gab Johanna Ey ihre Galerie auf. 1939 schrieb sie in einem Brief: „Ich bin das rote Tuch für die Beamten der Stadt Düsseldorf, weil sie alle bald in die Hose was machen, wenn mein Name genannt wird“.

### Mutter Ey
Nach dem Ende des Nationalsozialismus im Mai 1945 war Johanna Ey in ihren letzten beiden Lebensjahren in Düsseldorf wieder hoch angesehen. Es bürgerte sich der Kosename Mutter Ey ein, der schon über dem Artikel stand, mit dem Max Osborn um 1930 den im Selbstverlage der Frau Ey erschienenen Katalog der Sammlung Ey Düsseldorf einleitete. Im Juli 1947 eröffnete Johanna Ey ihr Kunstzentrum neu. Bei der Veranstaltung waren Otto Pankok, Robert Pudlich, Werner Heuser mit Tochter Ursula und Gattin Mira anwesend. In den Künstlerräumen wurden neben einer ständigen Kunstausstellung und einem kleinen Künstlercafé auch die Literaten-, Maler- und Schauspielerbühne Kom(m)ödchen beherbergt. An alte Erfolge konnte die 1946 in Düsseldorf gegründete „Mutter Ey GmbH“ jedoch nicht anschließen.

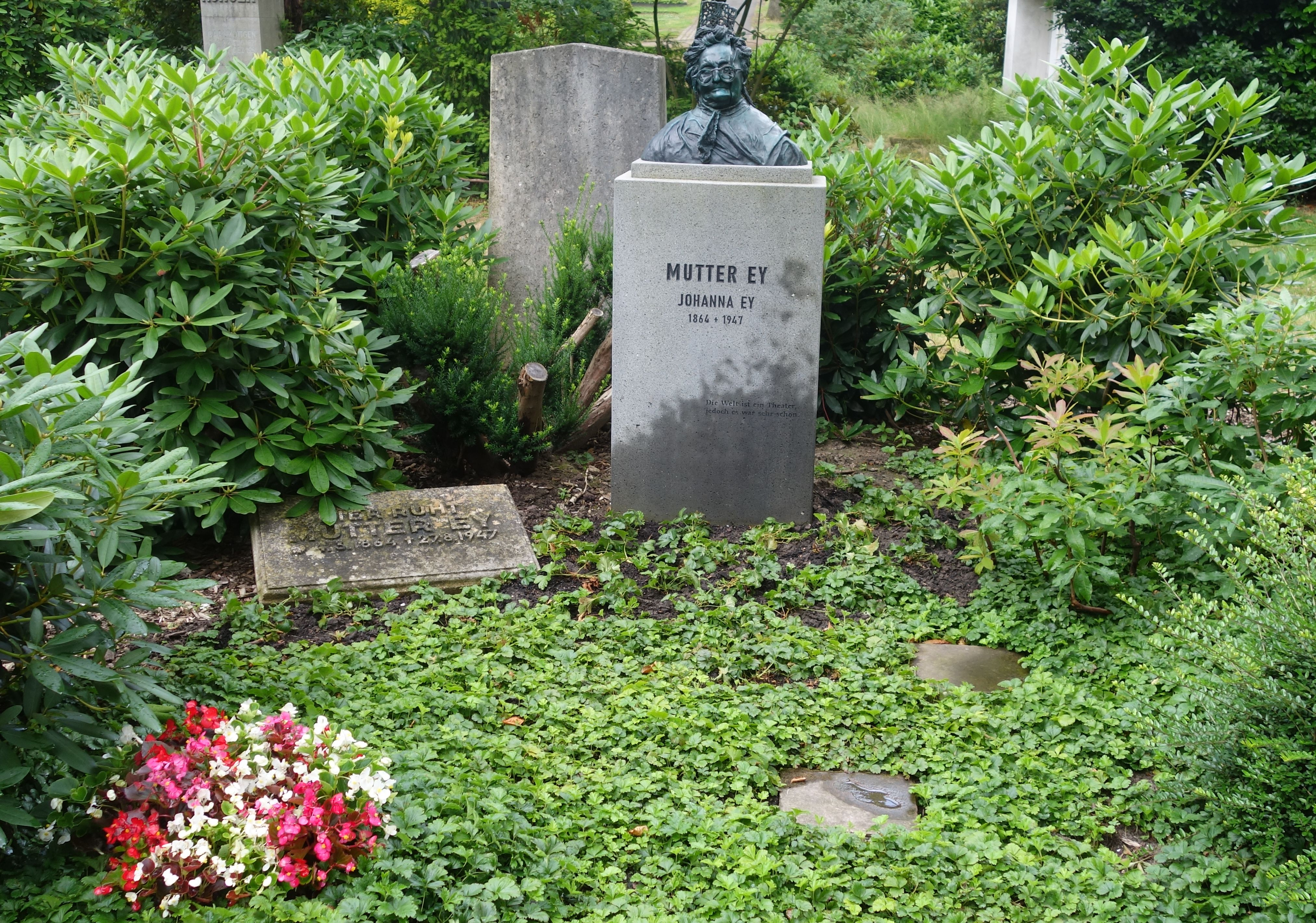
Grab Mutter Ey (2024)

Das Ehrengrab von Johanna Ey befindet sich auf dem Düsseldorfer Nordfriedhof. Die Stadt Düsseldorf benannte 1966 eine Straße in der Altstadt nach ihr, im Oktober 2017 einen Platz am Andreas-Quartier, ebenfalls in der Altstadt.

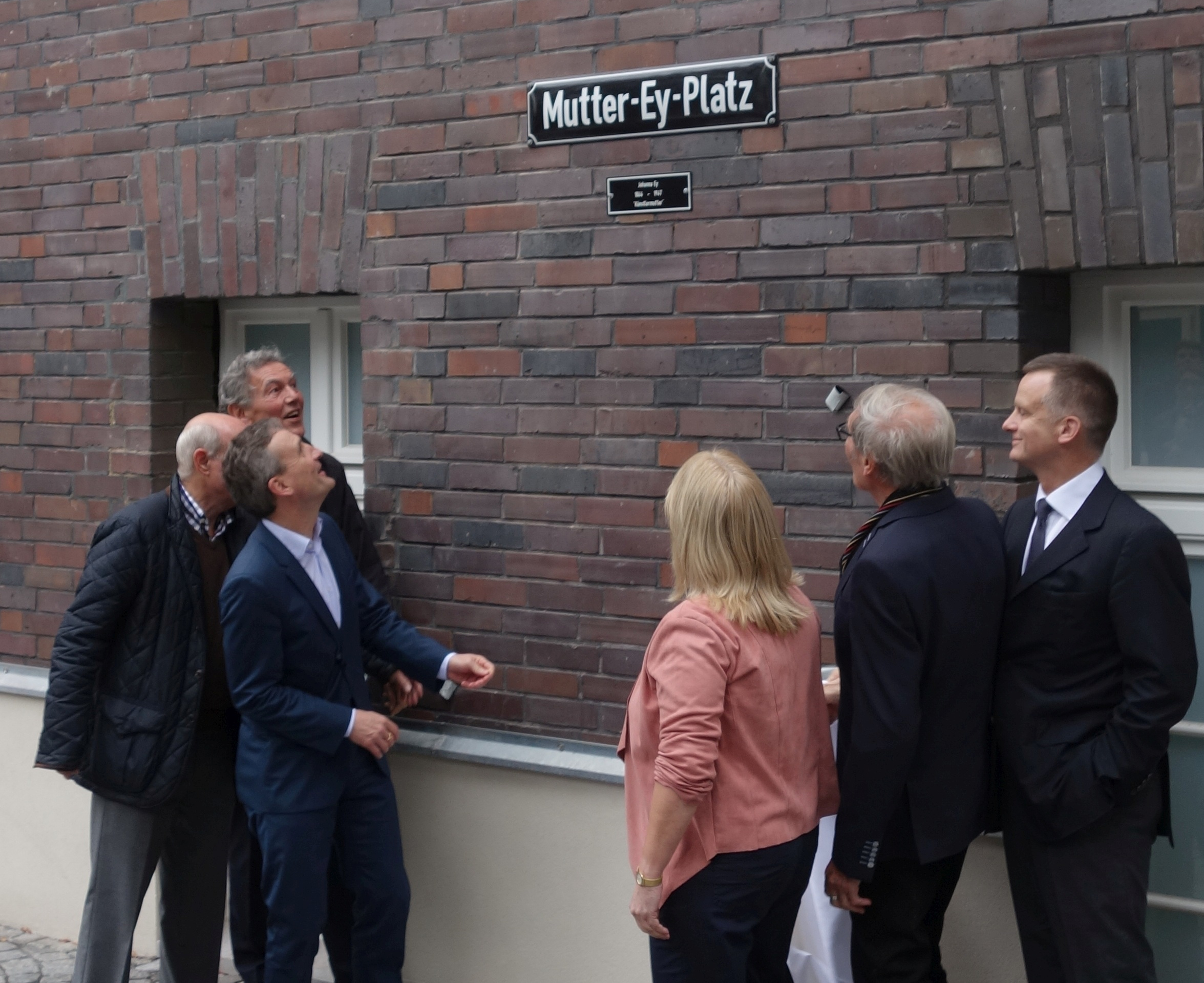
Enthüllung des Schilds „Mutter-Ey-Platz“ 2017 durch den Düsseldorfer Oberbürgermeister Thomas Geisel (3. von links)

Eines der jüngsten Denkmale für Mutter Ey wurde von dem Künstler Bert Gerresheim gestaltet und im September 2017 eingeweiht. Es befindet sich auf einem neugeschaffenen „Mutter-Ey-Platz“ an der Neubrückstraße am Rande des Andreas Quartiers, gegenüber der Einfahrt zur Tiefgarage der Kunstsammlung Nordrhein-Westfalen. Das im Oktober 2017 eröffnete Andreas-Quartier (ehemaliges Amts- und Landgericht an der Mühlenstraße) beherbergt in der Neubrückstraße am „Mutter-Ey-Platz“ ein Mutter-Ey-Café, mit dem 2 × 3 Meter großen leuchtenden Spruch „Die Mutter EY lebt!“ und dem ebenfalls 2017 als Hommage entstandenen „Mutter Ey“-Leuchtbild des Künstlers HA Schult.
Neben Skulpturen in Düsseldorf hat auch die Stadt Wickrath sie 1989 durch eine Skulptur geehrt, sie ist von Peter Rübsam aus Bentheimer Sandstein gefertigt.
Der Heimatverein Düsseldorfer Weiter verleiht an couragierte Mitbürgerinnen eine „Johanna-Ey-Medaille“.

Mutter-Ey-Statuen in Düsseldorf und Wickrath
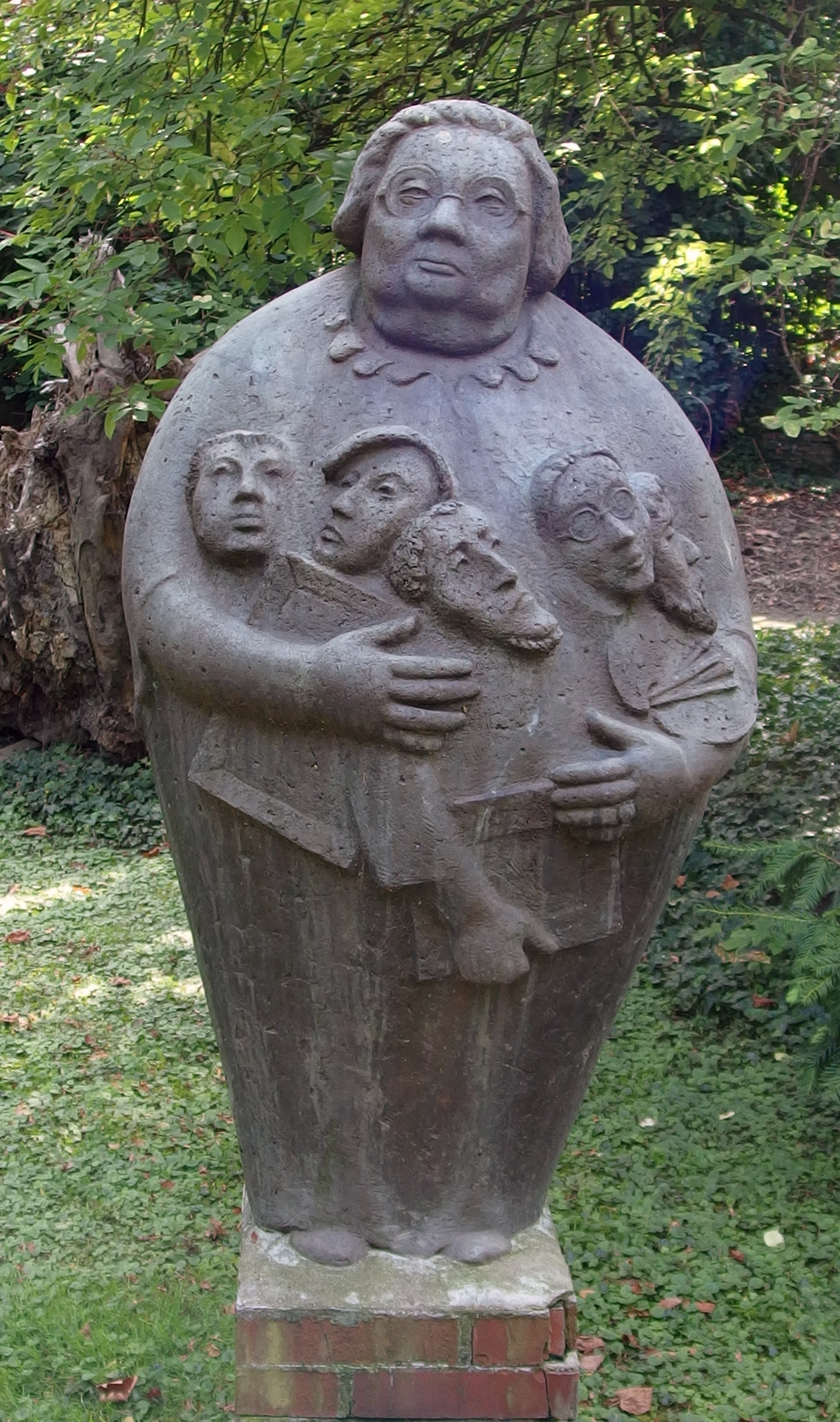
Im Malkastenpark, Düsseldorf (Gerda Kratz)
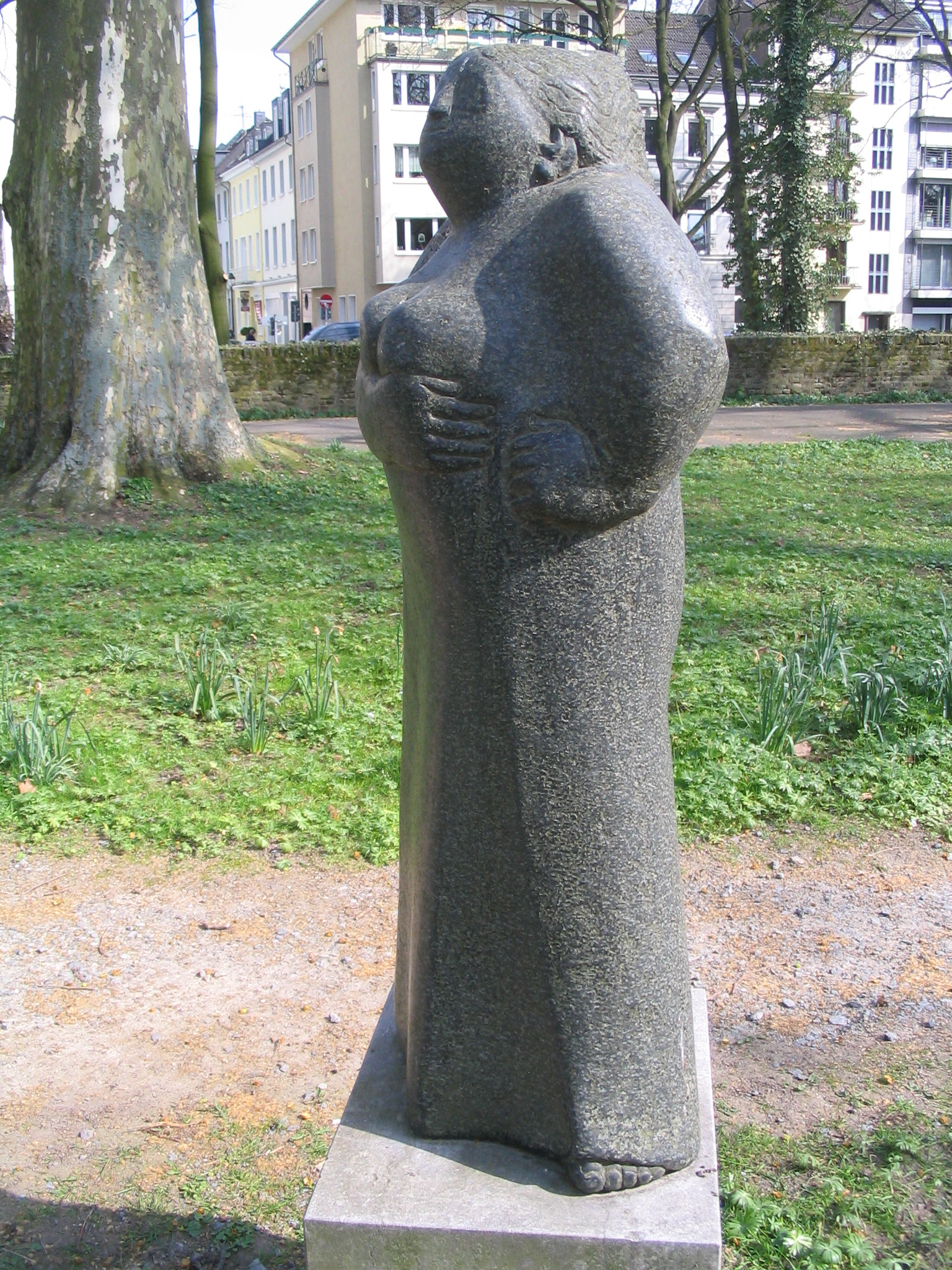
Im Spee’schen Park, Düsseldorf (Hannelore Köhler)
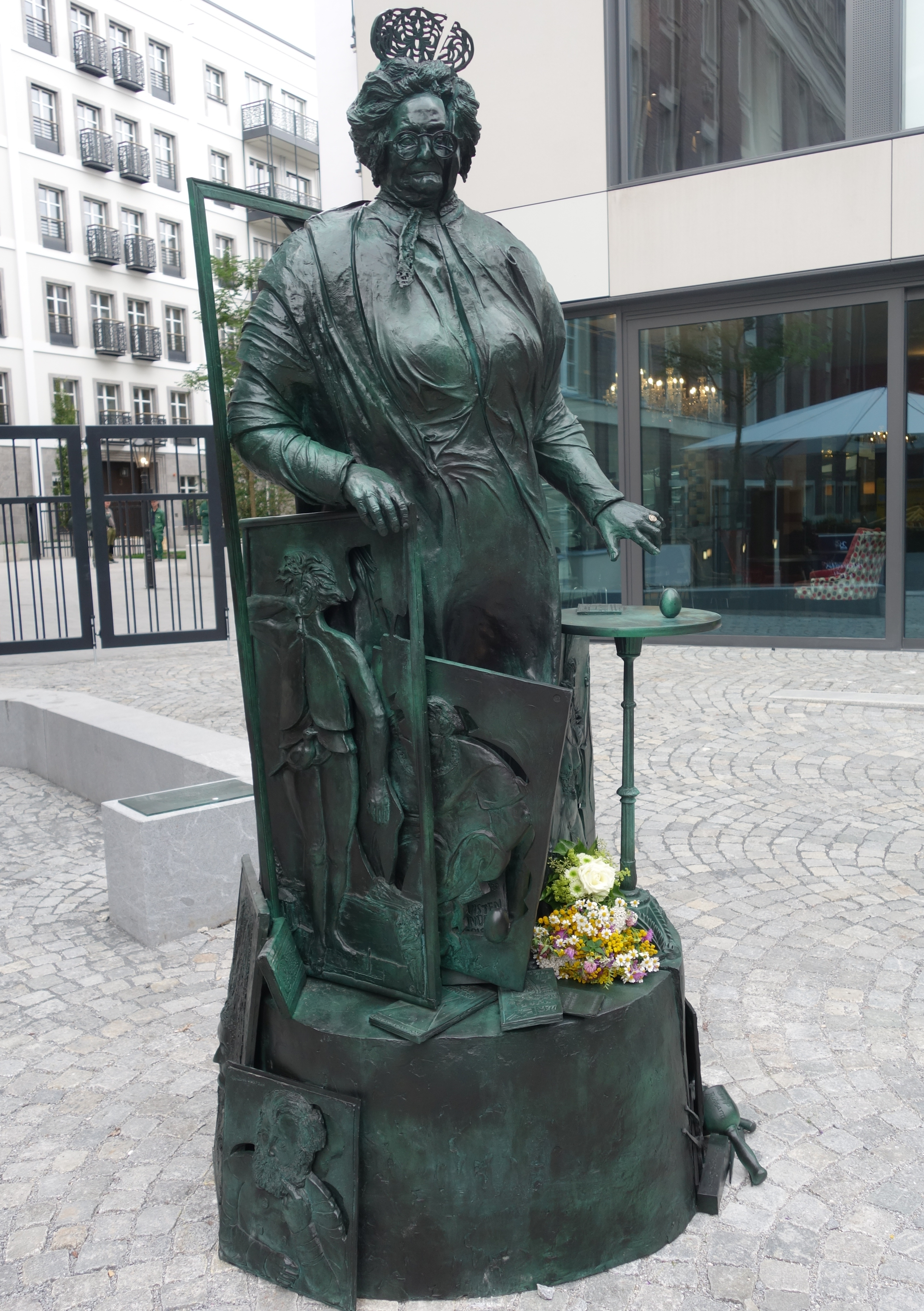
Neubrückstraße auf dem Mutter-Ey-Platz (Bert Gerresheim)
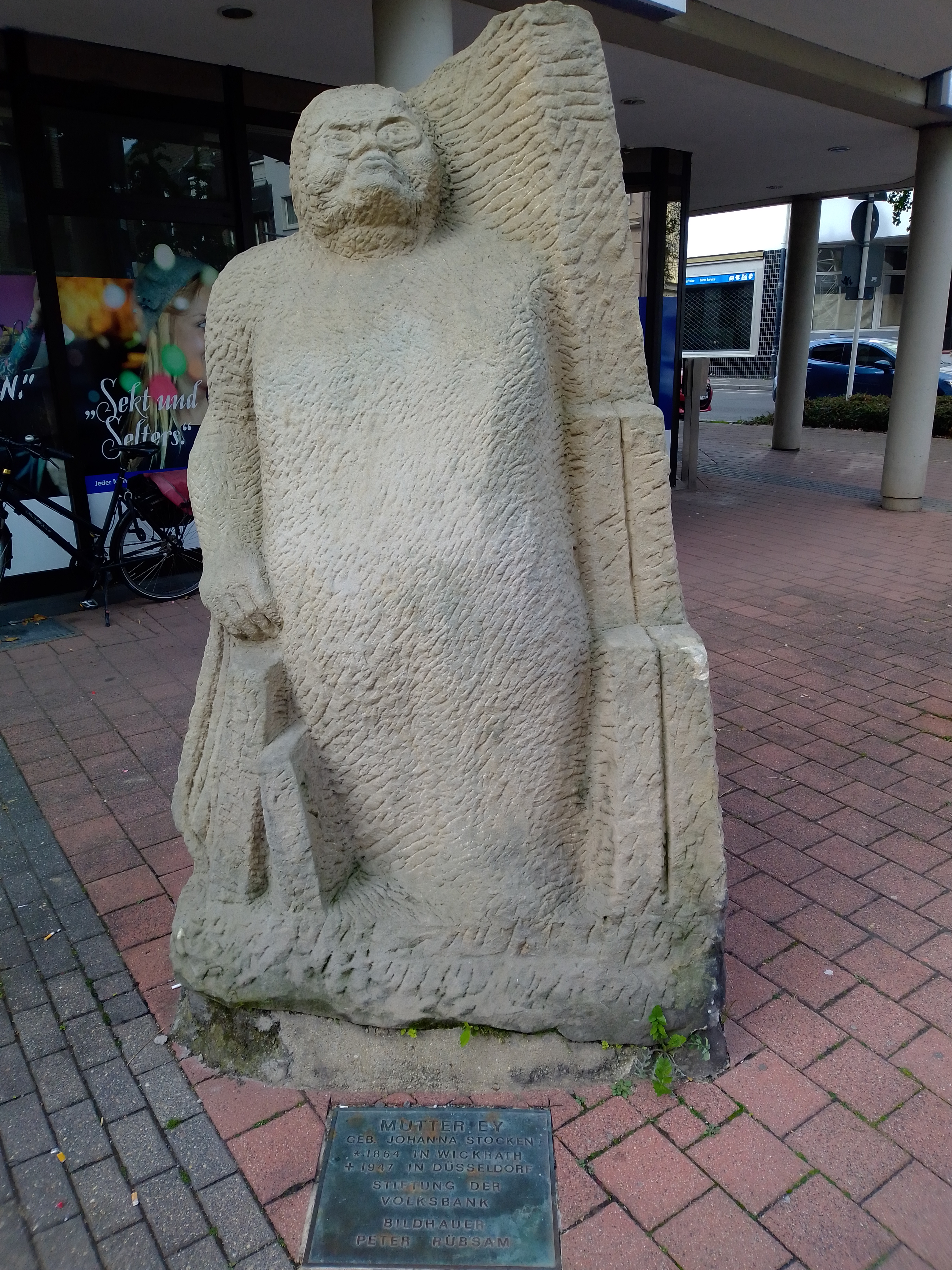
Monument Mutter Ey, Wickrath, Quadstraße Peter Rübsam

## Der Galerie „Junge Kunst – Frau Ey“ verbundene Künstler (Auswahl)
Jankel Adler, Mathias Barz, Paul Bindel, Lorenz Boesken, Theo Champion, Adolf Dell, Otto Dix, Max Ernst, Fritz Feigler, Bruno Goller, Adolf de Haer, Hein Heckroth, Werner Heuser, Baptist Hermann Hundt, Ernst Gottschalk, Peter Janssen, Arthur Kaufmann, Curt Lahs, Julo Levin, Ulrich Leman, Käthe Ephraim Marcus, Franz Monjau, Otto Pankok, Robert Pudlich, Hans Rilke, Jupp Rübsam, Jean Paul Schmitz, Karl Schwesig, Bernhard Sopher, Jacobo Sureda, Adalbert Trillhaase, Adolf Uzarski, Gert Heinrich Wollheim.

## Medienresonanz
Am 2. Dezember 2018 wurde eine Folge der Sendung Lieb & Teuer des NDR ausgestrahlt, die von Janin Ullmann moderiert und im Kupferstichkabinett der Hamburger Kunsthalle gedreht wurde. Darin wurde mit dem Kunsthistoriker Stefan Schwarzl zwei Skulpturen besprochen, die Johanna Ey darstellen und von Hermann Hundt und Zoltan Székessy geschaffen wurden.

### Belletristik
- Ute Bales: Großes Ey – Die Lebensgeschichte der Johanna Ey. Roman. Rhein-Mosel, Zell 2014, ISBN 978-3-89801-072-6.

## Oper/Film/Theater
- Ratko Delorko (Komposition) und Kai Metzger (Libretto): Die Ey. Oper, Uraufführung Düsseldorf 1991.
- Peter Kern: Johannas Leidenschaften. Spielfilm, 2000.
- Theater FLIN mit dem Aurora-Theater Düsseldorf: Bühne frei für Mutter Ey, 2007 (anlässlich des 60. Todestages)